# Valle di Portage
La valle di Portage (Alaska) collega il braccio di mare Turnagain (Turnagain Arm) con il lago Portage (Portage Lake).

## Dati fisici
La valle è lunga circa 10 km (oltre 20 km di istmo se misurato dalla baia di Turnagain al Passage Canal presso Whittier) e larga da 1 a 2 km ed ha un orientamento (più o meno) ovest-est. Si trova a circa 80 km da Anchorage e serve da collegamento per la cittadina di Whittier attraverso il Anton Anderson Memorial Tunnel. La valle si trova all'interno della Foresta Nazionale di Chugach (Chugach National Forest).

### I ghiacciai della valle
I principali ghiacciai della valle sono:
| Nome del ghiacciaio | Quota alle coordinate indicate (m s.l.m.) | Coordinate             | Ubicazione del ghiacciaio   |
| ------------------- | ----------------------------------------- | ---------------------- | --------------------------- |
| Explorer Glacier    | 672                                       | 60°46′34″N 148°55′03″W | a sud di metà valle         |
| Byron Glacier       | 613                                       | 60°44′29″N 148°51′20″W | a sud alla fine della valle |
| Portage Glacier     | 256                                       | 60°43′07″N 148°48′11″W | a sud alla fine della valle |

### I monti della valle
I seguenti monti contornano la valle (tutti appartenenti al gruppo montuoso del Chugach):
| Nome del monte   | Altezza (m s.l.m.) | Coordinate             | Ubicazione del monte      |
| ---------------- | ------------------ | ---------------------- | ------------------------- |
| Byron Peak       | 1.400              | 60°43′42″N 148°51′40″W | a sud della valle         |
| Carpathian Peak  | 1.782              | 60°41′24″N 148°49′50″W | a sud della valle         |
| Baird Peak       | 999                | 60°44′38″N 148°43′37″W | alla fine del lago Potage |
| Maynard Mountain | 1.088              | 60°48′11″N 148°44′38″W | a nord della valle        |
| Begich Peak      | 1.308              | 60°49′25″N 148°49′37″W | a nord della valle        |

### I fiumi e laghi della valle
La valle è percorsa dal Portage Creek, un fiume che scarica le acque del lago Portage nella baia di Turnagain (Turnagain Arm), ed è sede di alcuni piccoli laghetti formati dalle acqua di scolo dei ghiacciai sovrastanti la valle. Il lago più importante della zona è quello di Portage che si trova a fine valle (a oriente).

## Storia
In passato la "Portage Valley" era usata dagli indiani "Denai'na" e commercianti di pellicce russe per viaggiare tra lo Stretto di Prince William (Prince William Sound) e la baia di Cook (Cook Inlet).
Il nome della valle (così come quello della località, del lago e del ghiacciaio) è apparso per la prima volta nel 1890 in una pubblicazione della United States Navy a cura del tenente comandante Z. L. Tanner. Fu così chiamato perché si trovava sulla rotta "portage" tra lo Stretto di Prince William (Prince William Sound) e la baia di Turnagain (Turnagain Arm) usata dai cacciatori di pellicce.

## Strade e località
La valle è accessibile lungo la Portage Glacier Highway () che si forma al miglio 78 (125,5 hm) dall'autostrada Seward che collega la cittadina di Seward con Anchorage. La valle è attraversata anche dalla ferrovia Alaska Railroad che collega Anchorage con Whittier.
L'unica località della valle è Portage (situata in testa alla valle, a occidente), un ex insediamento a circa 76 km a sud-est di Anchorage. Questa cittadina fu completamente distrutta dal terremoto del 1964 quando il terreno nella zona affondò per circa sei piedi, mettendo la maggior parte della città sotto l'alta marea della baia. Sono rimaste alcune rovine di edifici (abbandonati) e una "foresta fantasma" di alberi morti dall'acqua salata che inondò le loro radici.

## Turismo
Oltre alla crociera per visitare il ghiacciaio Portage, durante l'inverno e l'inizio della primavera, il lago Portage è una destinazione popolare per lo sci da fondo, pattinaggio, "ciaspolate" e altre escursioni invernali. Ovviamente gli sciatori devono prendere le dovute precauzioni vicino al ghiacciaio di Portage, poiché il movimento costante della fronte del ghiacciaio rompe anche il ghiaccio del lago e può creare chiazze di acqua libera o ghiaccio instabile, anche in pieno inverno. Altre attività ricreative nei pressi del lago sono la pesca sportiva lungo il fiume "Portage Creek" e le escursioni nella omonima "Portage Valley" (Trail of Blue Ice e Byron Glacier View Trail).
Lungo la valle sono presenti le seguenti aree turistico-ricreative:
- "Lower Engineers Camp" 60°49′09″N 148°58′13″W
- "Black Bear Campground" 60°47′25″N 148°54′06″W - Adatto per le tende.
- Williwaw Campground 60°47′11″N 148°52′44″W - Adatto per camper.
- Portage Glacier, Portage Visitor Center 60°47′03″N 148°50′46″W - Informazioni turistiche e vista sul ghiacciaio

## Alcune immagini della valle

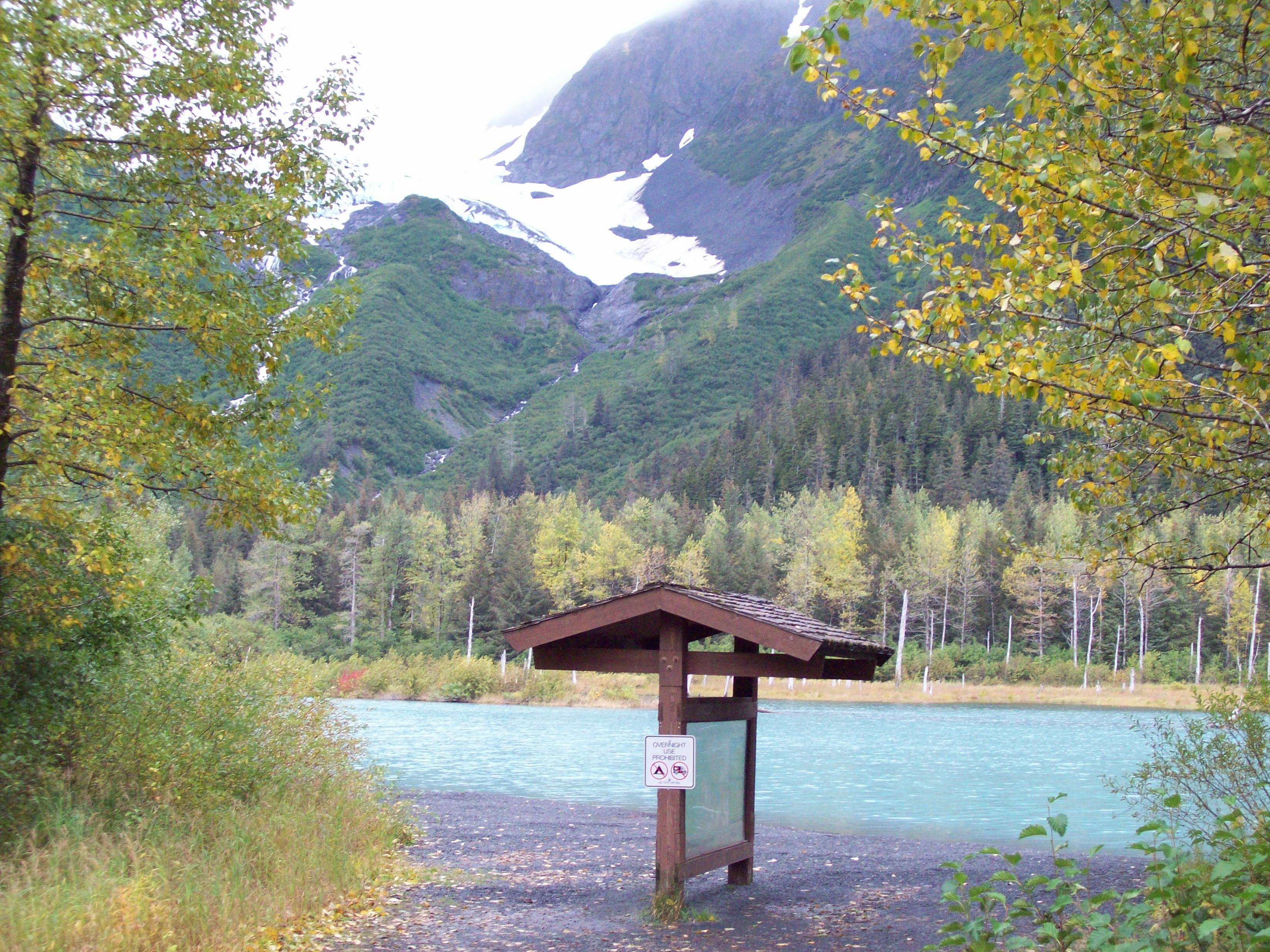
Un lago a metà valle
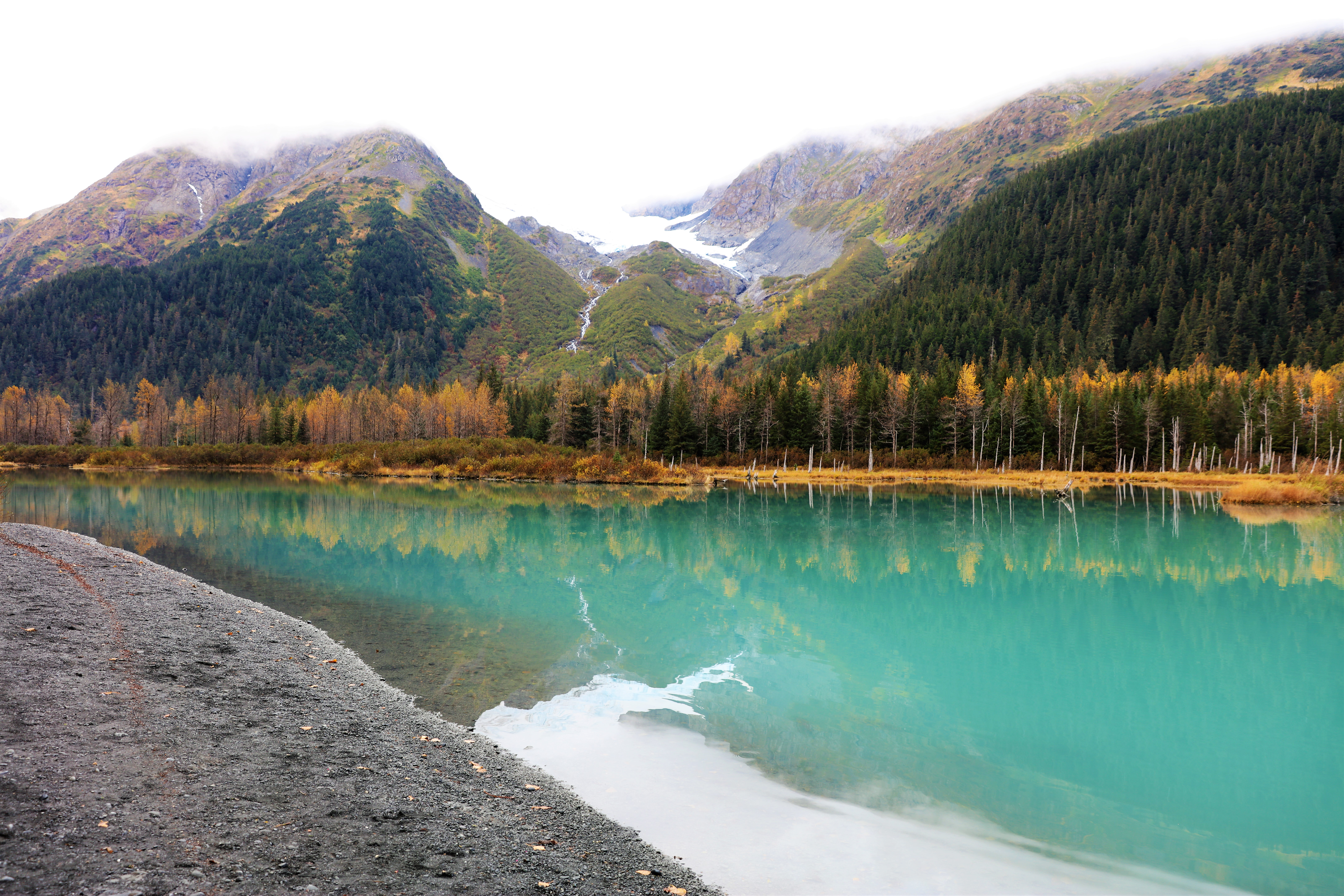
Il ghiacciaio Explorer
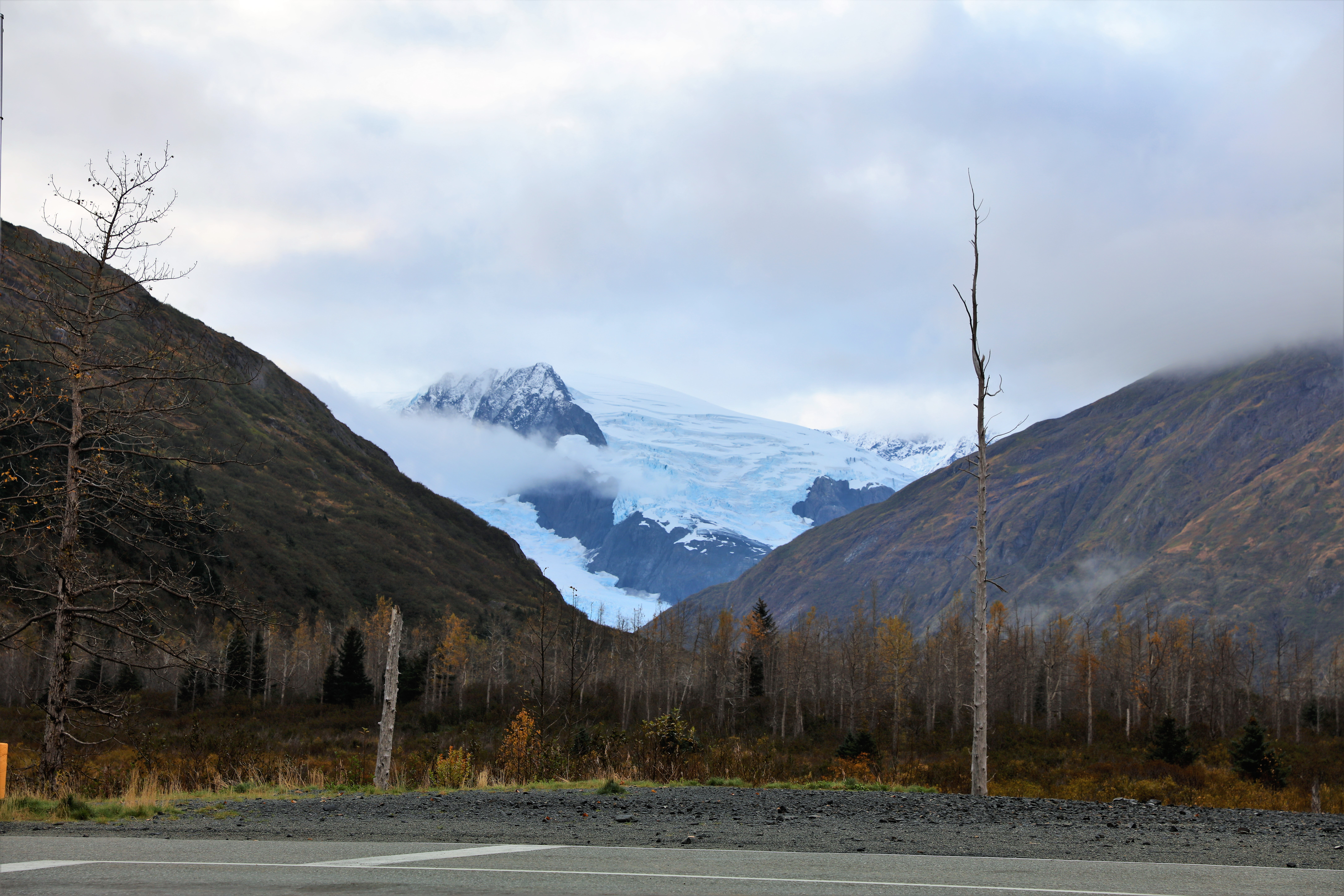
Il ghiacciaio Portage
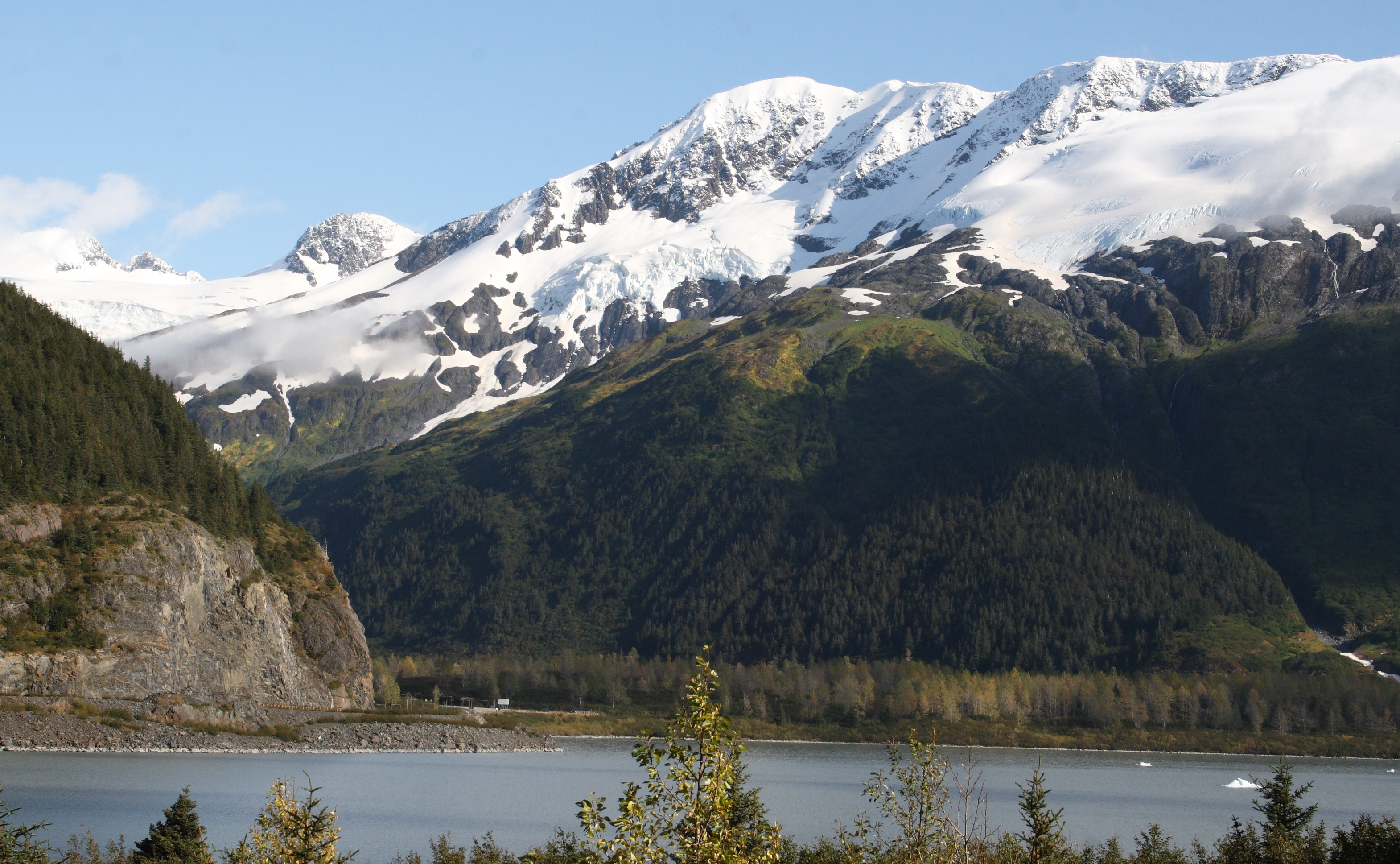
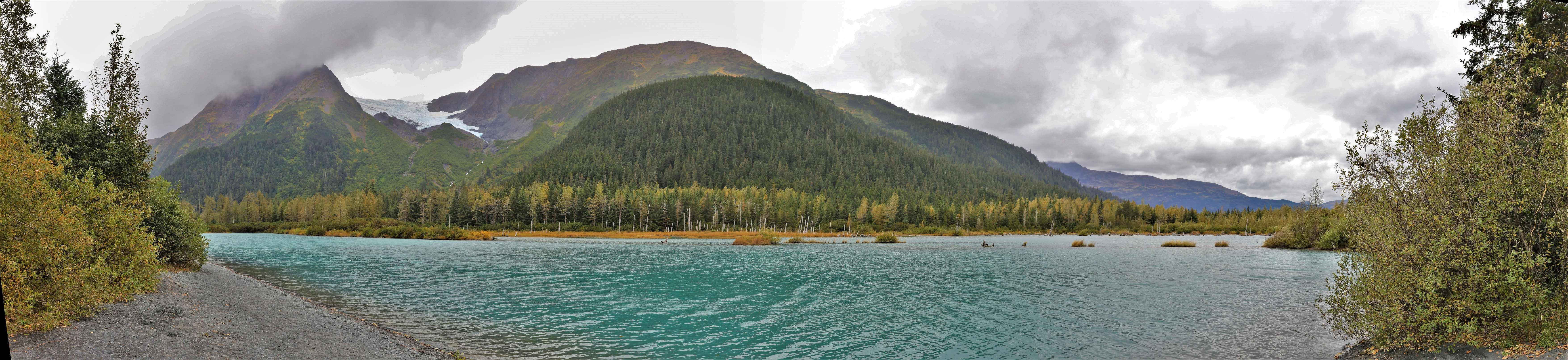
La valle in settembre
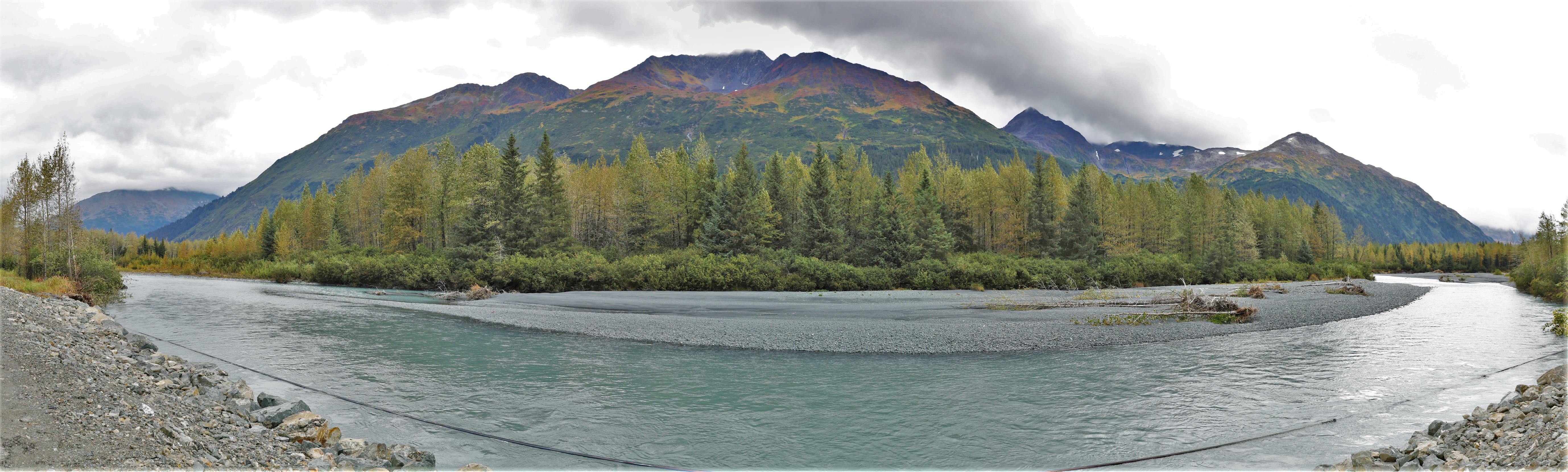
La valle in settembre